# Lamonzie-Montastruc
Lamonzie-Montastruc là một xã của Pháp, nằm ở tỉnh Dordogne trong vùng Aquitaine của Pháp. Xã này có diện tích 20,66 km2, dân số năm 2004 là 557 người. Xã nằm ở khu vực có độ cao trung bình 65 m trên mực nước biển.

## Thông tin nhân khẩu
| Năm    | 1962 | 1968 | 1975 | 1982 | 1990 | 1999 | 2004 |
| ------ | ---- | ---- | ---- | ---- | ---- | ---- | ---- |
| Dân số | 415  | 351  | 377  | 407  | 539  | 531  | 557  |